# Етнографічний музей (Краків)
Етнографічний музей, повна назва — Етнографічний музей імені Северина Удзелі (пол. Muzeum Etnograficzne im. Seweryna Udzieli) — музей, який знаходиться у Кракові, Польща. Розташований у приміщенні колишньої ратуші Казімежа на площі Вольниця, 1. Зареєстрований у Державному реєстрі музеїв Польщі.

## Історія
Плани створення етнографічного музею виникли ще у 1902 році після організованої Товариством польського прикладного мистецтва виставки народного мистецтва із зібрання етнографа Северина Удзелі. Національний музей у 1904 році створив етнографічний відділ і відкрив постійну етнографічну експозицію у краківських Суконних рядах. На цій виставці демонструвалися експонати із зібрань Северина Удзелі, Станіслава Віткевича і Тадеуша Естрайхера.
У 1910 році було засновано Товариство Етнографічного музею, якому були передані експонати з етнографічного відділу Національного музею у Кракові. У 1911 році було створено заклад, метою якого стала організація майбутнього етнографічного музею. Директором цієї культурної установи став Северин Удзеля. У 1912 році була організована окрема етнографічна експозиція на Вавелі.
Після Другої світової війни музей перейшов до будівлі на площі Вольниця, 1, у приміщення колишньої Казимірської ратуші.
На даний час музей нараховує близько 8 тисяч експонатів, пов'язаних із польською та європейською історією.

## Правовий статус та організаційна структура музею
Музей діє на підставі акту про музеї, акту про організацію та проведення культурної діяльності та статуту Етнографічного музею ім. Северина Удзелі у Кракові, наданого Постановою №491/2000 Виконавчої ради Малопольського воєводства від 9 листопада 2000 р.. Згідно зі статутом, музей є самоврядним культурним закладом, юридично, організаційно, економічно та фінансово відокремлений, організований самоврядуванням Малопольського воєводства.
Етнографічний музей імені Северина Удзелі складається з відділів:
1. Відділ матеріальної культури
2. Відділ костюмів та тканин
3. Відділ сільської культури
4. Художній відділ
5. Відділ народних культур Європи
6. Відділ неєвропейських народних культур
7. Інвентарно-колекційний відділ
8. Відділ освіти, виставок та видавничої справи
9. Відділ документації народної культури та історії музею
10. Відділ консервації колекцій
11. Бібліотека
12. Відділ адміністрації, нагляду та обслуговування
13. Відділ бухгалтерського обліку

Також діє філія музею на вулиці Краківській 46, у будинку Естерки.
Нагляд за музеєм, як правило, здійснює міністр культури та національної спадщини та безпосередньо рада Малопольського воєводства. При Музеї діє Музейна рада, члени якої призначаються органами самоврядування Малопольського воєводства. Принципи роботи музею визначені в Організаційному регламенті.

## Відомі співробітники
- Роман Райнфус (1910—1998) — польський етнограф.